# Meridiano 75 W
O meridiano 75 W é um meridiano que, partindo do Polo Norte, atravessa o Oceano Ártico, América do Norte, Oceano Atlântico, Mar do Caribe, América do Sul, Oceano Pacífico, Oceano Antártico, Antártida e chega ao Polo Sul. Forma um círculo máximo com o Meridiano 105 E.
Começando no Polo Norte, o meridiano 75 Oeste tem os seguintes cruzamentos:
| País, território ou mar | Notas |
| ----------------------- | --- |
| Oceano Ártico           | |
| Canadá                  | Nunavut - Ilha Ellesmere |
| Baía de Baffin          | |
| Canadá                  | Nunavut - Ilha de Baffin e Ilha Foley |
| Bacia de Foxe           | Passa a leste da Ilha do Príncipe Carlos, Nunavut, Canadá |
| Canadá                  | Nunavut - Ilha de Baffin |
| Estreito de Hudson      | |
| Canadá                  | Quebec Ontário |
| Estados Unidos          | Nova Iorque Pensilvânia Nova Jersey Pensilvânia (2.ª vez) Nova Jersey (2.ª vez) |
| Baía de Delaware        | |
| Oceano Atlântico        | Passa entre as ilhas Conception e Rum Cay, Bahamas |
| Bahamas                 | Long Island |
| Oceano Atlântico        | |
| Cuba                    | |
| Mar do Caribe           | Passa a leste da ilha Navassa, Ilhas Menores Distantes dos Estados Unidos |
| Haiti                   | Península de Tiburon |
| Mar do Caribe           | |
| Colômbia                | |
| Peru                    | |
| Oceano Pacífico         | Passa a oeste da Ilha Guafo, Chile · Passa a leste da Ilha Guamblín, Chile |
| Chile                   | |
| Oceano Pacífico         | Golfo de Penas |
| Chile                   | Atravessa várias ilhas do Arquipélago Patagónico, incluindo Ilha Wager, Ilha Prat, Ilha Serrano Island, Ilha Knorr, Ilha Wellington, Ilha Angamos, Ilha Madre de Dios, Ilha Anafur, Ilha Doñas, Ilha Valenzuela, Ilha Dagigno, Ilha Agustin, Ilha Diego de Almagro, Ilha Jorge Montt, Ilha Ramirez e Ilha Contreras |
| Oceano Pacífico         | |
| Oceano Antártico        | |
| Antártida               | Território reclamado pelo Chile (Antártica Chilena) e pelo Reino Unido (Território Antártico Britânico) |